# Roc Blackblock
Roc Blackblock (Barcelona, 1975) es un artista y muralista español. Estudió diseño gráfico en la Escuela Universitaria de Diseño e Ingeniería Elisava de Barcelona e ilustración en la Escuela de Arte y Superior de Diseño Serra i Abella de Hospitalet de Llobregat.

## Trayectoria
A finales de la década de 1990, inició su carrera en la ilustración y el tatuaje y, en 1999, se estrenó pintando un graffiti en el Centro Social Okupado y Autogestionado La Hamsa, colectivo del cual formaba parte.
Como activista de los movimientos sociales, convirtió el graffiti en su medio de expresión manteniendo el compromiso político de su obra en espacios como Can Vies, la Kasa de la Muntanya, el Kasal de Jóvenes de Roquetes, en homenaje a la militante antifascista Neus Català, el Ateneo Popular de Nou Barris, la fachada del Casal de Jóvenes de Ripollet o con la lucha para proteger los olivos milenarios en Ulldecona.

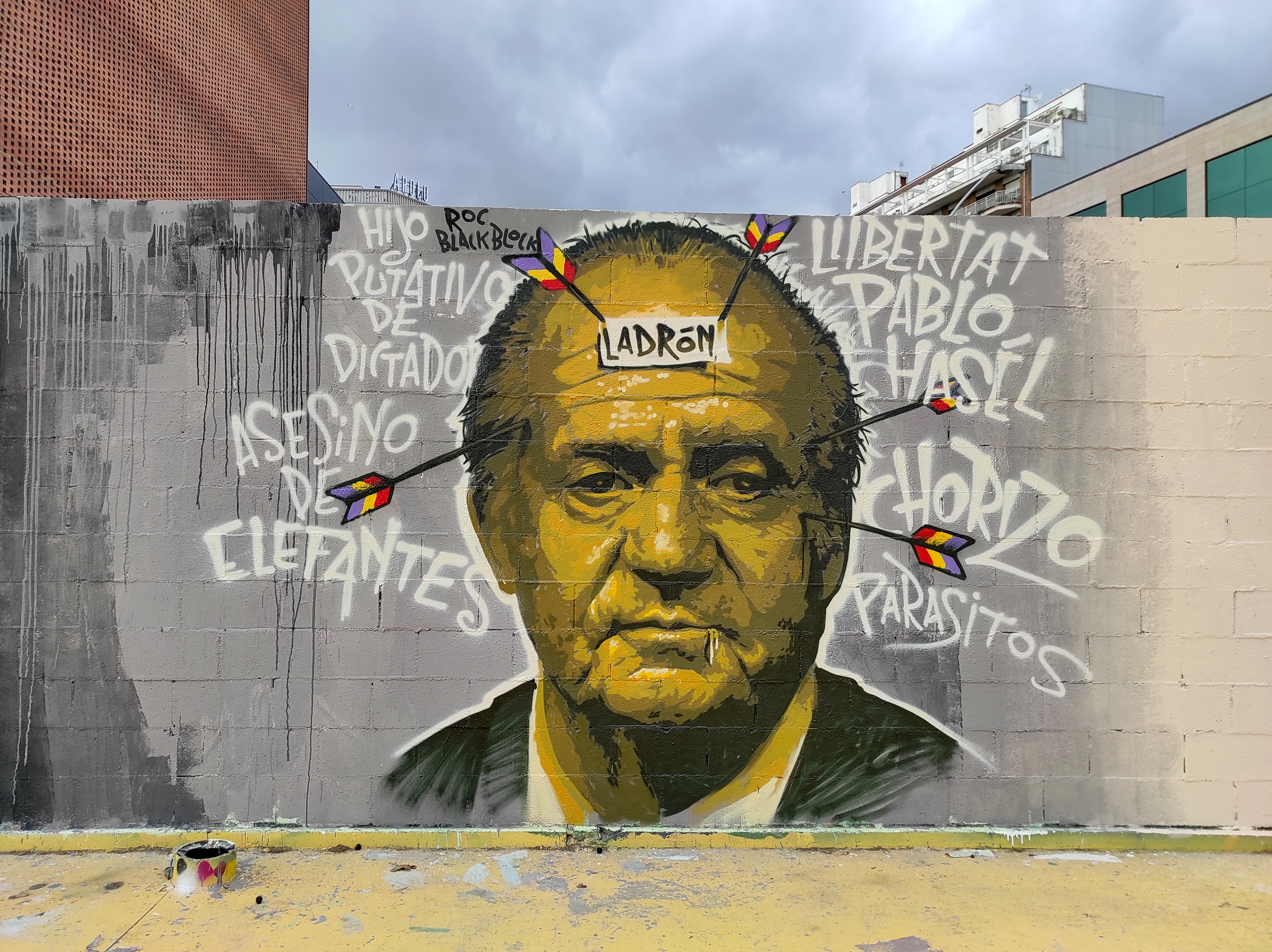
Foto de Roc Blackblock del mural en que acusa de corrupción a la Corona española

En 2021, con motivo de la orden de encarcelamiento del rapero Pablo Hasél, un mural realizado por él en el parque de las Tres Chimeneas con una efigie crítica del rey Juan Carlos I con cinco flechas republicanas clavadas, fue borrado en menos de 24 horas por una brigada de limpieza del Ayuntamiento de Barcelona, custodiada por la Guardia Urbana, bajo las órdenes del regidor de seguridad Albert Batlle. Pocos días después, Blackblock tuvo la oportunidad de volver a pintarlo añadiendo las figuras de Felipe VI y Francisco Franco con el lema «Aquí se censura, reprime y tortura como en dictadura».
El mismo año, realizó un mural para reivindicar que la comisaría de Vía Layetana se convirtiera en un lugar de memoria. El mural se inspiró en la figura de Tomasa Cuevas en representación de «todas las víctimas» de represión y torturas en la comisaría, y «para recuperar la memoria de la gente que luchó contra el franquismo».